# Anna Polak

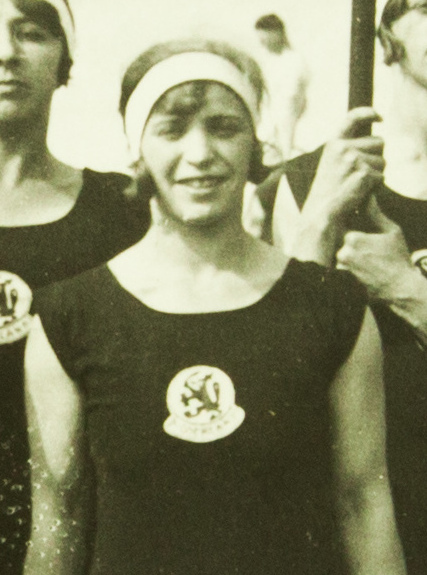
Anna Polak (1928)

Anna „Ans“ Polak (* 24. November 1906 in Amsterdam; † 23. Juli 1943 im Vernichtungslager Sobibor) war eine niederländische Kunstturnerin.
Bei den Olympischen Spielen 1928 in Amsterdam wurde sie Olympiasiegerin im Mehrkampf mit der niederländischen Mannschaft, zu der außer ihr noch Estella Agsteribbe, Elka de Levie, Helena Nordheim, Jacoba Stelma, Jacomina van den Berg, Alida van den Bos, Anna van der Vegt, Petronella van Randwijk und Hendrika van Rumt gehörten. Es war der erste Gewinn einer Goldmedaille niederländischer Frauen in der Geschichte der Olympischen Spiele.
Sie war eine von fünf Turnerinnen der Goldriege von 1928, die jüdischer Abstammung waren. 1943 wurde sie zusammen mit ihrem Ehemann Barend Dresden und ihrer sechsjährigen Tochter Eva im Durchgangslager Westerbork interniert. Von dort wurde die Familie in das Vernichtungslager Sobibór deportiert, wo sie am 23. Juli 1943 gemeinsam mit ihrer Tochter ermordet wurde. Ihr Mann starb 1944 in Auschwitz.
Mit Ausnahme von Elka de Levie wurden auch die übrigen Turnerinnen der Goldriege von 1928, die jüdischer Abstammung waren, von den Nationalsozialisten ermordet: Helena Nordheim, Estella Agsteribbe und Ersatzturnerin Judikje Simons.